# San Antonio de Benagéber
San Antonio de Benagéber (em castelhano e oficialmente) ou Sant Antoni de Benaixeve (em valenciano) é um município da Espanha, na província de Valência, Comunidade Valenciana. Tem 8,7 km² de área e em 2021 tinha 9 501 habitantes (densidade: 1 092,1 hab./km²). Pertence à comarca de Camp de Túria e limita com os municípios de Bétera, La Pobla de Vallbona, L'Eliana e Paterna.